# Gipsoteca di arte antica
La Gipsoteca di Arte Antica di Pisa di trova nella chiesa di San Paolo all'Orto e fa parte del sistema museale dell'Università di Pisa.
La raccolta delle opere della gipsoteca, tra le prime d'Italia, iniziò nel 1887 su iniziativa di Gherardo Ghirardini. Le opere, inizialmente ospitate altrove, dal 2005 sono permanentemente esposte all'interno della chiesa di San Paolo all'Orto che è chiusa al culto.
La gipsoteca comprende anche l'antiquarium e le Collezioni Paletnologiche.